# Leopold Engel
Dieser Artikel wurde in der Qualitätssicherung Religion eingetragen. Hilf mit, die inhaltlichen Mängel dieses Artikels zu beseitigen, und beteilige dich an der Diskussion.

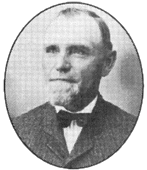
Leopold Engel

Leopold Engel (* 19. April 1858 in Sankt Petersburg; † 8. November 1931 in Berlin) war Schauspieler, Okkultist, Spiritist, Theosoph, esoterischer Schriftsteller und Gründer des Weltbunds der Illuminaten.

## Leben
Karl Dietrich Engel (1824–1913), der Vater von Leopold Engel, ein aus einer oldenburgischen Musiker-Familie stammender Violinist war ab 1846 Konzertmeister im Orchester des russischen Staatstheaters. Nach seiner Pensionierung siedelt die Familie nach Deutschland über. In mehreren Etappen lebte die Familie in Berlin, Bremen, Oldenburg und Dresden, wo Leopold Engel die Schule besuchte.
Mit 22 Jahren begann Engels schauspielerische Karriere mit Auftritten in Koblenz, Oldenburg, Stuttgart, St. Pölten und Laibach. Er betätigte sich als Faustbibliograph. 1898 kehrte er der Bühne endgültig den Rücken.
Engel schrieb unter dem Pseudonym L. Eckhard Groschenromane für die Loreley- und die Rheingold-Reihe.

### Wirken als Geistheiler
1881 wird Engel im Kürschner als in Dresden wohnhafter „Naturarzt“ und „Magnetopath“ geführt. Bei einem Professor in Leipzig war er längere Zeit als „Naturheiler“ tätig. Durch seine Empathiefähigkeit soll es ihm mitunter intuitiv gelungen sein, Diagnosen zu stellen. Als Geistheiler hypnotisierte er gelegentlich seine Patienten, die ihm im somnambulen Zustand Behandlungshinweise gegeben haben sollen, darunter den Auftrag, den somnambulen Schlaf nicht über 20 Minuten auszudehnen, weil es der Seele andernfalls schwerfalle, wieder im Körper Fuß zu fassen.

### Gründung des Illuminaten-Ordens
Engel traf den Okkultisten Theodor Reuss nach eigener Aussage erstmals 1895, als er den Illuminatenorden von Adam Weishaupt in Berlin erneuern wollte. Zu dem historischen Illuminatenorden Weishaupts, der 1793 endgültig aufhörte zu existieren, gab es jedoch bestenfalls einen ideellen, jedoch keinen historischen Zusammenhang. Reuss behauptete, es gäbe noch die alten Überreste des Ordens. Das erwies sich als falsche Vorspiegelung, denn außer antiquarischen Schriften gab es keine Anknüpfungspunkte. Da Freunde von Engel bereits Eintrittsgelder gezahlt hatten, wurde die Gründung trotzdem vollzogen. Lehrplan und Organisation wurden von Engel geschaffen; Reuss war an der Neugründung des Ordens nicht wesentlich beteiligt.
Engel wurde zwischen 1896 und 1897 Vorstandsmitglied und Schriftführer des Vereins Weltbund der Illuminaten. Er zerstritt sich kurz darauf mit Reuss und beide gingen ab 1902 getrennte Wege. Daraufhin verfasste Engel 1903 eine neue Satzung für einen in Dresden ansässigen Weltbund der Illuminaten, der wegen Mitgliederschwund 1924 geschlossen werden musste. 1926 findet sich eine neue Eintragung beim Amtsgericht Berlin-Tempelhof auf den Namen Weltbund der Illuminaten.

### Theosophischen Gesellschaft
Engel war Mitglied der Theosophischen Gesellschaft in Amerika und wurde am 30. August 1896 zum Schatzmeister der neu gegründeten Theosophischen Gesellschaft in Europa (Deutschland) (TGE) unter der Leitung von Franz Hartmann gewählt.
1902 versuchten Engel und Reuss einen deutschen Zweig der Societas Rosicruciana in Anglia (SRIA) zu gründen, was nicht nachhaltig gelang. Kurz vor dem Beginn der NS-Herrschaft erbte Julius Meyer die große Bibliothek Engels und wurde dessen Nachfolger als Großmeister des Illuminaten-Bundes.

### Lebensende
Im Alter erhielt Leopold Engel nur eine kleine Rente, geriet in Berlin nach dem Ersten Weltkrieg in große Not und wurde krank. In Das Wort, dem damaligen Organ der Lorberbewegung, wurde wiederholt für ihn und seine Familie um Spenden gebeten. Engel verkaufte Christusbilder, deren Vervielfältigungsrecht ihm der 1924 verstorbene Kunstmaler Hermann Schmiechen übertragen hatte. Er verstarb 1931 und hinterließ eine Frau und fünf Kinder.

## Band 11 des Großen Evangelium Johannes
1891 bis 1893 erfolgt die Niederschrift des 11. Bandes des Großen Evangeliums Johannes (GEJ) nach „innerem Wortdiktat“. Es ist das einzige Werk Engels, welches er entsprechend Jakob Lorber direkt von Jesus Christus diktiert bekommen haben will.
Eigenen Angaben zufolge wurde Engel die Niederschrift durch eine innere Stimme befohlen. Er will sich daraufhin als Medium zur Verfügung gestellt haben und die Durchgabe des 11. Bandes sei durch eine akustisch wahrnehmbare Stimme erfolgt.
Inhalt und Stil des elften Bandes ähneln den zehn Bände Lorbers; die Darstellung des Geschehens ist jedoch kürzer und nüchterner gehalten. In der Lorberbewegung wird dieser Zusatzband akzeptiert oder zumindest geduldet, von den Fundamentalisten jedoch aufgrund von Unterschieden und wegen Engels Niederschrift von Luzifers Bekenntnisse (als Medium Luzifers) scharf abgelehnt.
Besonders fragwürdig erscheint der Umstand, dass Leopold Engel nur als ein Prophet auf Zeit gewirkt haben will, denn nach dem elften Band verfasste er nur mehr Produktionen, welche die okkultistischen und spiritistischen Bewegungen des frühen zwanzigsten Jahrhunderts bedienen, ohne göttlichen Anspruch.

## Veröffentlichungen
- Das Tal der Glücklichen oder der Weg zur Wahrheit. 2. Auflage. Bitterfeld 1888 (Bericht über ein vom Rationalismus unberührtes Volk in Zentralafrika; hier wird ein im Lorberwerk nur kurz erwähntes Thema detailliert ausgeführt)
- Johannes, das große Evangelium. Bd. 11. 1891–1893; Lorber-Verlag, Bietigheim, ISBN 3-87495-130-8
- Katechismus der deutschen Theosophie. Dresden 1893
- Lichtstrahlen. Eine theosophische Weltanschauung des germanischen Stammes. Bitterfeld 1897
- Geschichte des Illuminaten-Ordens. Ein Beitrag zur Geschichte Bayerns. Bermühler, Berlin 1906; Nachdrucke: Arbeitsgemeinschaft für Religions- und Weltanschauungsfragen, München 1978, ISBN 3-921513-35-9; Faksimile-Verlag, Bremen 1985
- Lehrgang der Selbst- und Menschenkenntnis. 1910 (laut Selbstaussage nach mehr als zehnjähriger Vorarbeit; Quintessenz nach Möller/Howe: Hüte dich vor den Göttern: Venus, Bacchus und Mars)
- Mallona. Die letzten Zeiten eines untergegangenen Planeten. 1911; Turm-Verlag, Bietigheim 1998, ISBN 3-7999-0044-6 (durch ein junges weibliches Medium anhand eines Ringes gechannelte Geschichte des in die Asteroiden zwischen Mars und Jupiter zerschollenen Planeten Mallona; führt die im Lorberwerk nur kurz erwähnte Entstehung des Asteroidengürtels detailliert aus)
- Im Jenseits. Führungen einer Seele. Kundgabe eines Jenseitigen. 1922; Lorber-Verlag, Bietigheim, ISBN 3-87495-002-6 (Jenseitsgeschichte des Vaters von Leopold Engel; baut auf den Lorberwerken über das Jenseits auf: Bischof Martin, Robert Blum und Die geistige Sonne)
- Luzifers Bekenntnisse. Ein Epos in 8 Gesängen. Renatus-Verlag, Lorch 1928; Arbeitsgemeinschaft für Religions- und Weltanschauungsfragen, München 1987, ISBN 3-921513-73-1 (Leopold Engel war überzeugt, dass ihm Luzifers Bekenntnisse von Satan selbst diktiert worden sind; Satan kehre als reumütiger „verlorener Sohn“ wieder zu Gott zurück; eine von Engel wohl unabhängige vertiefte Darstellung dieses Themas findet sich in den Werken von Anita Wolf)